# Schwarz Stein

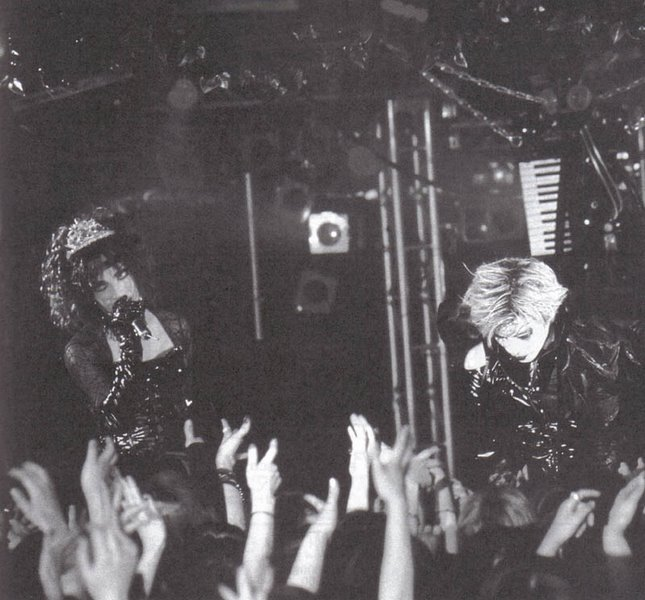
Schwarz Stein (2003)

Die japanische Band Schwarz Stein, gegründet 2001 und zu Anfang unter dem Namen Rudolf Steiner bekannt, bestand aus Kaya, einem sehr femininen Sänger, und Hora (ex-Velvet Eden), der für die Musik am Synthesizer zuständig war. Im Jahre 2004 löste sich die Band wegen musikalischer Differenzen auf.

## Geschichte
Die Musik der Band stach durch ihren sehr elektronischen Sound und Kayas sehr tiefe und anmutige Stimme heraus. Obwohl die Band nur kurze Zeit bestand, herrschte ein regelrechter Kult um sie.
Unterstützt und produziert wurde die Band von Mana, der bei einem Auftritt auf sie aufmerksam wurde.
Die Band veröffentlichte zwei Alben, bevor sie sich überraschend trennte. 2006 produzierten Schwarz Stein ein weiteres Album – Another Cell. Dies bedeutet allerdings kein Revival. Für dieses Album wurden Stücke zusammen mit anderen Musikern eingespielt.
Sowohl Kaya als auch Hora waren bis 2014 als Solo-Musiker tätig. Im Jahr 2014 folgte die Wiederaufnahme der Aktivitäten. Veröffentlichung des Albums, Schwarz Stein Das Beste – die Dunkelheit, folgte am 15. November 2017, die Band ist bis heute aktiv.

## Diskografie
Alben
- 2003: New vogue children
- 2004: Artificial Hallucination
- 2011: Recurrence of Hallucination (limited auf 1000 Stück)
- 2017: The Best (Licht)
- 2017: The Best (Dunkelheit)
- 2018: Immortal Verses (Mini-Album)